# 熱帯少女
『熱帯少女』（ねったいしょうじょ）は、吉富昭仁によるオムニバス形式の漫画。一迅社の雑誌『コミック百合姫S』にて連載された。単行本は全1巻。

## 書誌情報
- 吉富昭仁 『熱帯少女』 一迅社〈百合姫コミックス〉、2009年7月1日初版発行（2009年6月18日発売）、ISBN 978-4-7580-7054-6